# Мексиканцы
Мексика́нцы (исп. Mexicanos) — третья по численности (после американцев США и бразильцев) нация Западного полушария. Мексиканцы имеют разнообразное расово-этническое происхождение, но их объединяет общая латиноамериканская, а именно мексиканская культура и испанский язык. Мексиканцы составляют основное население Мексики (около 112 млн чел.) и являются второй по численности этнической группой в США (32 миллиона), где в ряде юго-западных районов они абсолютно преобладают ещё с колониальных времён (чикано). Родным для большинства мексиканцев является мексиканский вариант испанского языка. В США обычно двуязычны. Мексиканцы — один из крупнейших и быстро растущих народов мира. С этнографической точки зрения мексиканцы причисляются к латиноамериканским народам, а по языку также к романским народам.

## Название
Слово мехиканос является испанским заимствованием из индейского языка науатль, где корень мешик[а] представлял собой самоназвание одного из основных народов ацтекской империи, а окончание нос — испанского происхождения, указывающее на принадлежность кого-либо к определённому этносу или группе.

## Население

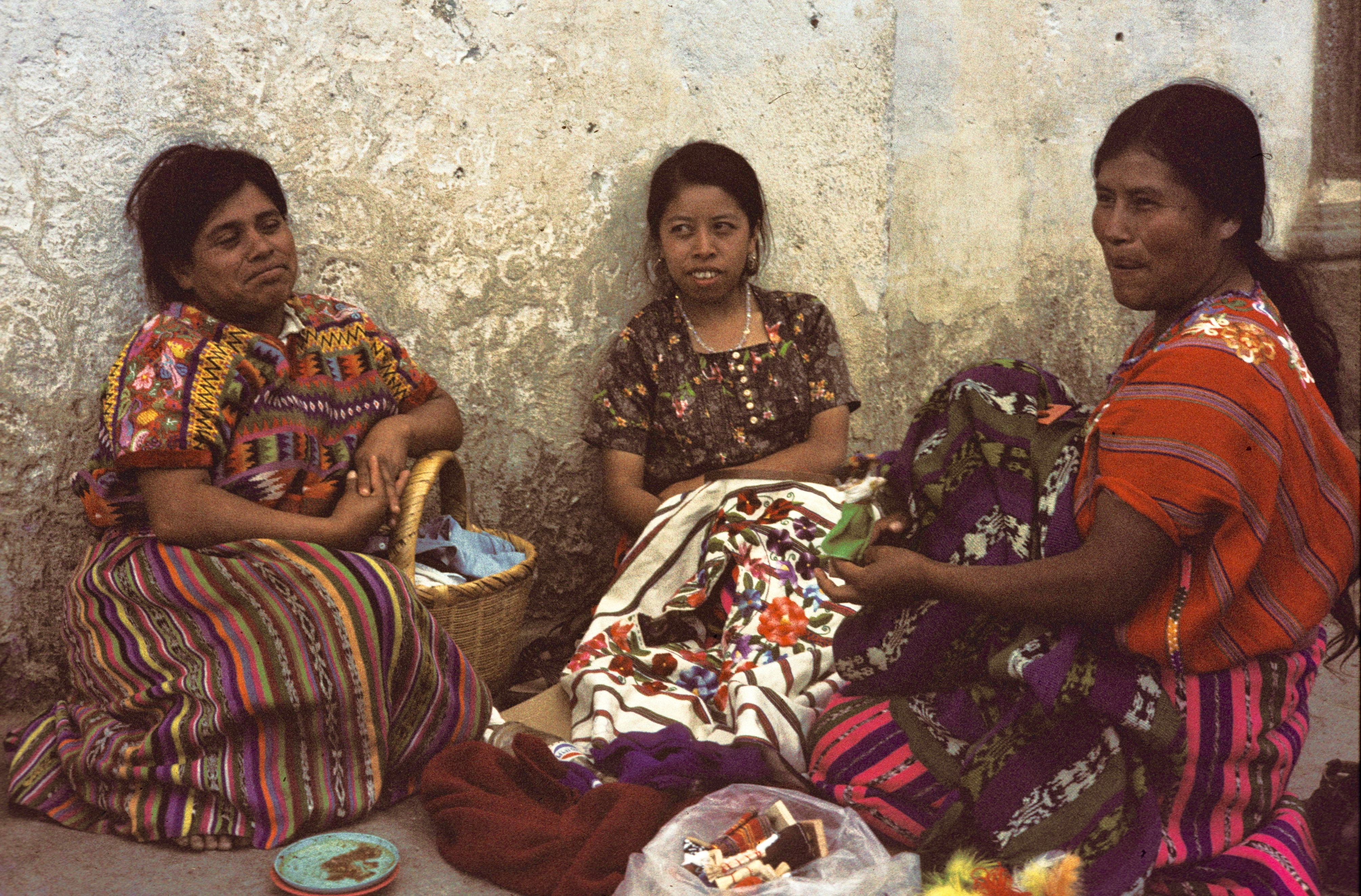
Мексиканки в 1980 году

### Формирование
Мексиканцы, как и практически большинство современных народов западного полушария, сформировались в ходе европейской колонизации, которую в центральноамериканском регионе проводила Испания, создавшая после открытий 1492 года Испанскую колониальную империю. Иммиграция собственно испанцев (пенинсулярес) в Мексику имела ограниченный характер вследствие удалённости и труднодоступности. Из-за отсутствия испанских женщин, которых на корабли долго не брали из-за развитых предрассудков, большинство испанцев вступило в половые связи с местными индейскими женщинами. Это привело к быстрому формированию смешанного испаноязычного класса метисов. Позднее в Мексику стали допускаться женщины и из Испании, но межрасовые отношения не прекращались на неформальном уровне. Рождённые в Мексике испанцы получили название креолы, и, как правило, занимали ведущие посты в политике и экономике.

### Расовая и цветовая иерархия в мексиканском обществе

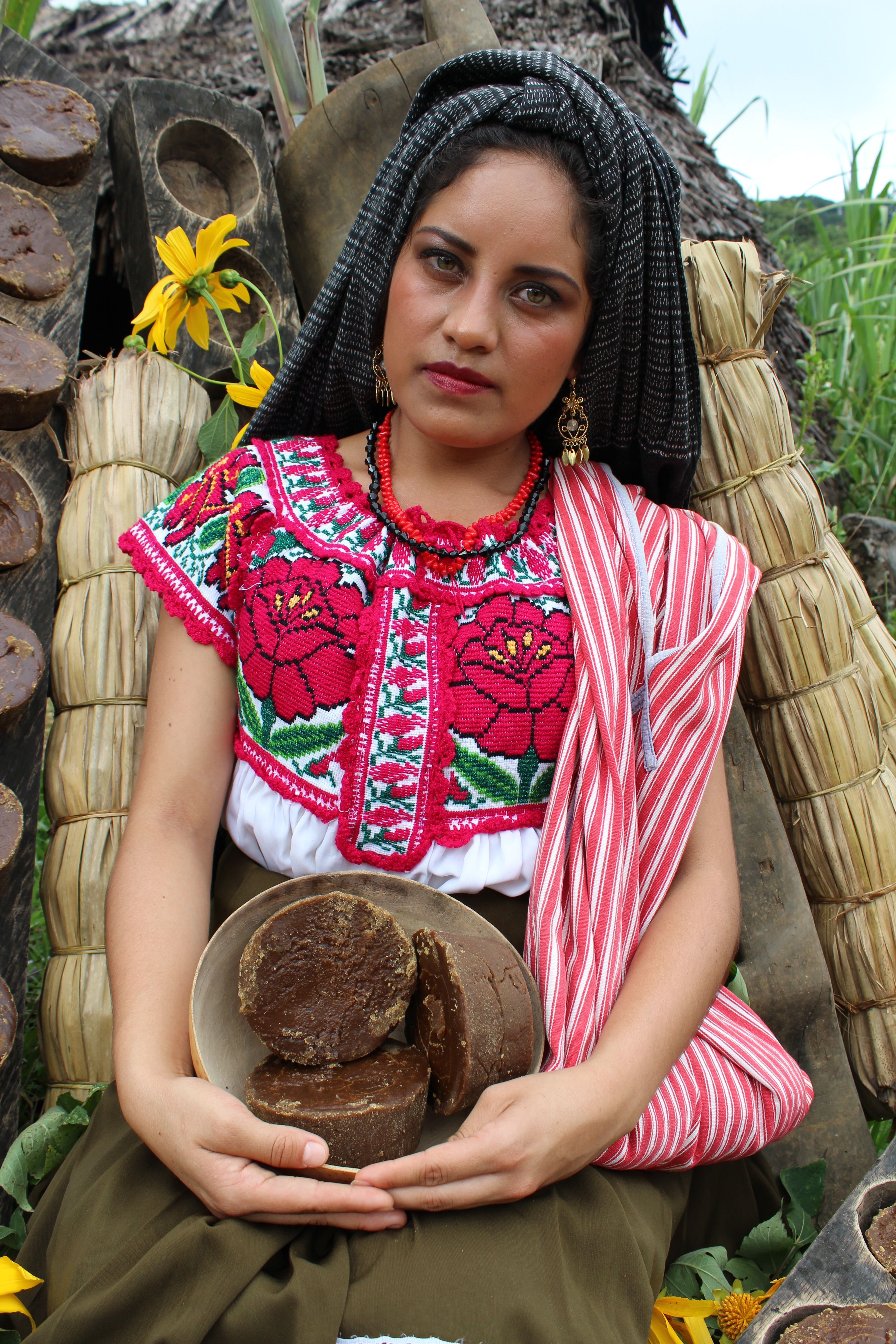
Мексиканка в национальном костюме

Как и население соседних США, население Мексики — мексиканцы — имеют разнообразное и довольно гетерогенное расово-этническое происхождение, однако взаимоотношения между различными группами в корне различаются. В США различные расовые и этнические группы чётко противопоставлены друг другу статистически и на бытовом уровне. По мнению некоторых социологов[кто?], между ними существует огромная социально непреодолимая дистанция, известная как стеклянный потолок, исторически сложилась чёткая система различных ограничений и стереотипов касательно социально доминантного белого населения англо-саксонского происхождения (БАСП) и различных цветных групп (правило одной капли крови, сегрегация и так далее). В Мексике подобная модель социальных отношений, известная как колониальный менталитет также в целом знакома, однако на бытовом уровне она реализуется иначе — не чётко очерченным набором характеристик, а скорее плавным переходом из одной расово-классовой группы в другую. Уровень культурной общности мексиканцев в целом выше. Условно мексиканцы всё же делятся на три условные группы: белые (20 %), цветные (в основном метисы, также мулаты и негры) (70 %) и индейцы (10 %), однако между этими группами нет чётких границ. При этом, в отличие от США, где даже метисы часто относят себя к белым, мексиканцы автохтонного происхождения не испытывают сильного давления в направлении языковой ассимиляции и довольно хорошо сохраняют индейские языки.

### Численность
Численность мексиканцев до конца XIX века увеличивалась незначительно вследствие высокой детской смертности, небольшой продолжительности жизни, тяжёлых условий труда и т. д. В колониальный период их число было стабильно (так как рост числа метисов и испанцев происходил на фоне массовой гибели индейцев от болезней, завезённых европейцами) — на уровне около 6-10 миллионов человек. К началу XX века их насчитывалось порядка 20 миллионов. Успехи, проделанные медициной в развивающихся странах привели к сокращению этих явлений, и в 1950—1960-х годах число мексиканцев увеличивалось на 3—3,5 % в год. К 1971 году их насчитывалось уже 43 миллиона человек. В настоящее время (2007 год) только в Мексике проживает порядка 108 миллионов мексиканцев. Кроме того, около 4 млн мексиканцев живёт в юго-западных штатах США. Иммигранты из Мексики и их потомки составляют более трети населения Калифорнии и около 20 % жителей Аризоны.

## Язык

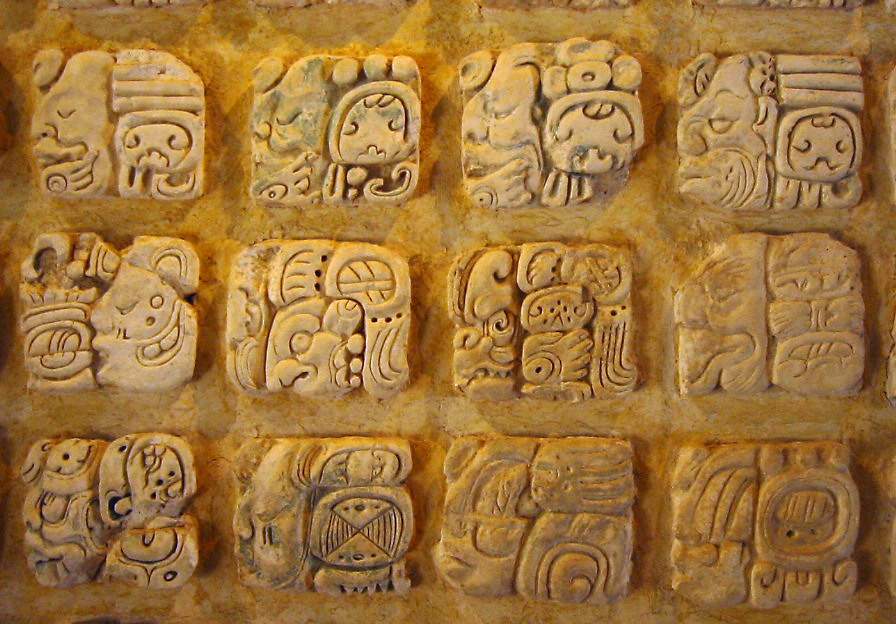
Мексика - родина ряда древнейших письменностей мира, включая письменность майя, расшифрованную советским лингвистом Ю. В. Кнорозовым

Родной язык большинства (93-95 %) современных мексиканцев — испанский, а точнее его особый языковой вариант (см. Испанский язык в Мексике). В сельских районах на юге страны распространены также некоторые индейские языки (7 %), самые распространённый из которых — науатль. Примечательно, что число носителей автохтонных языков в Мексике постоянно возрастает, хотя их доля в населении значительно сократилась за последние 300 лет.

## Религия

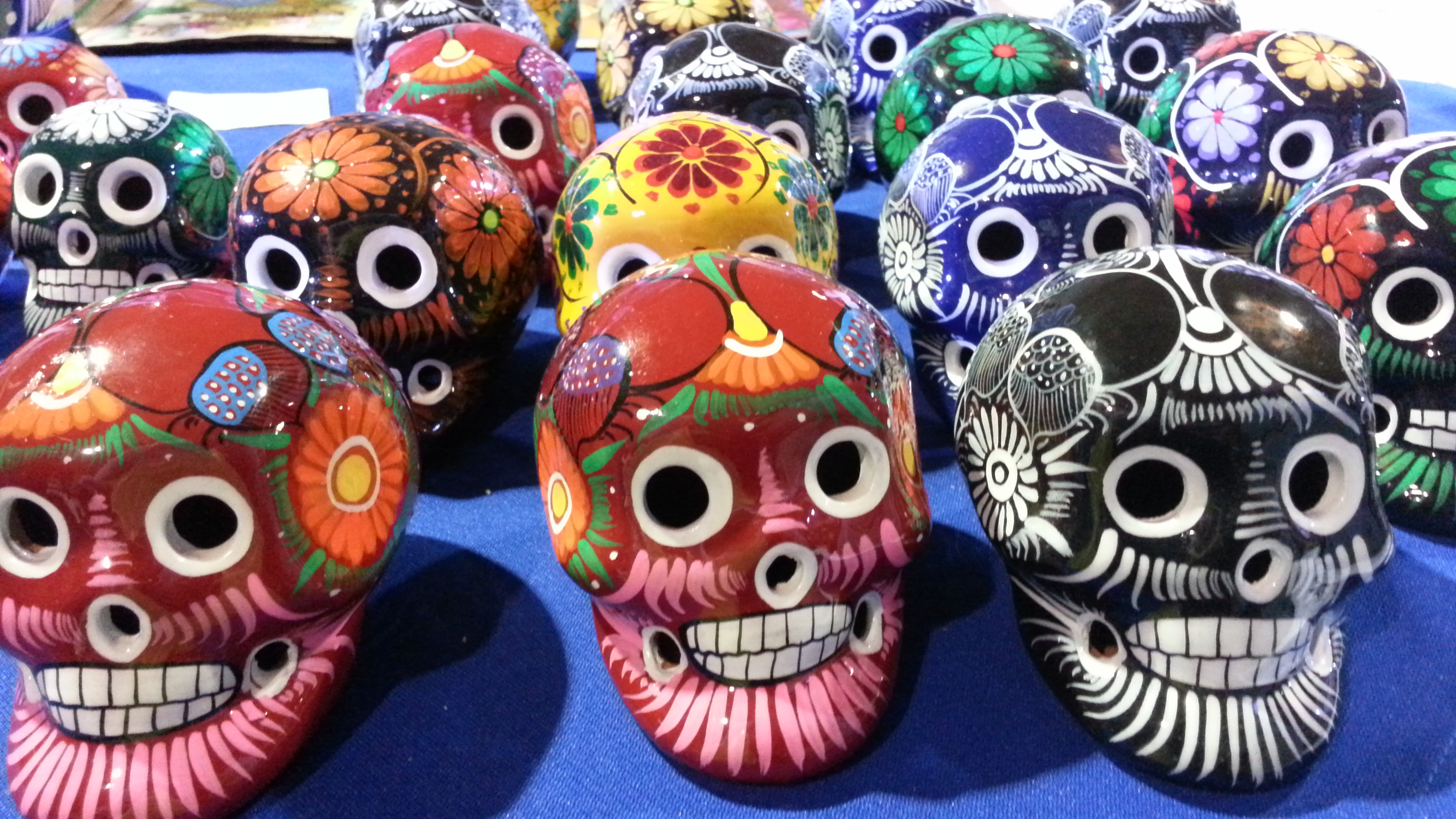
Атрибуты в праздник Дня мёртвых

Самая распространённая религия — католичество. В прошлом католическое духовенство имело огромное влияние на все аспекты повседневной жизни мексиканцев, но в настоящее время большинство из них ведёт светский образ жизни. Ситуация в стране прямо противоположна ситуации с религией в США, где сохраняется сильная консервативность и сохранение самобытности каждой конфессии (расколы в церквях стали происходить из-за попыток насаждения однополых браков, и то неоднозначность сохраняется на местном уровне). В сельских районах Мексики католицизм переплёлся с местными культами и приобрёл экзотические формы (например, в ряде мест существует ритуал угощения святых «Кока-колой»).

## Культура

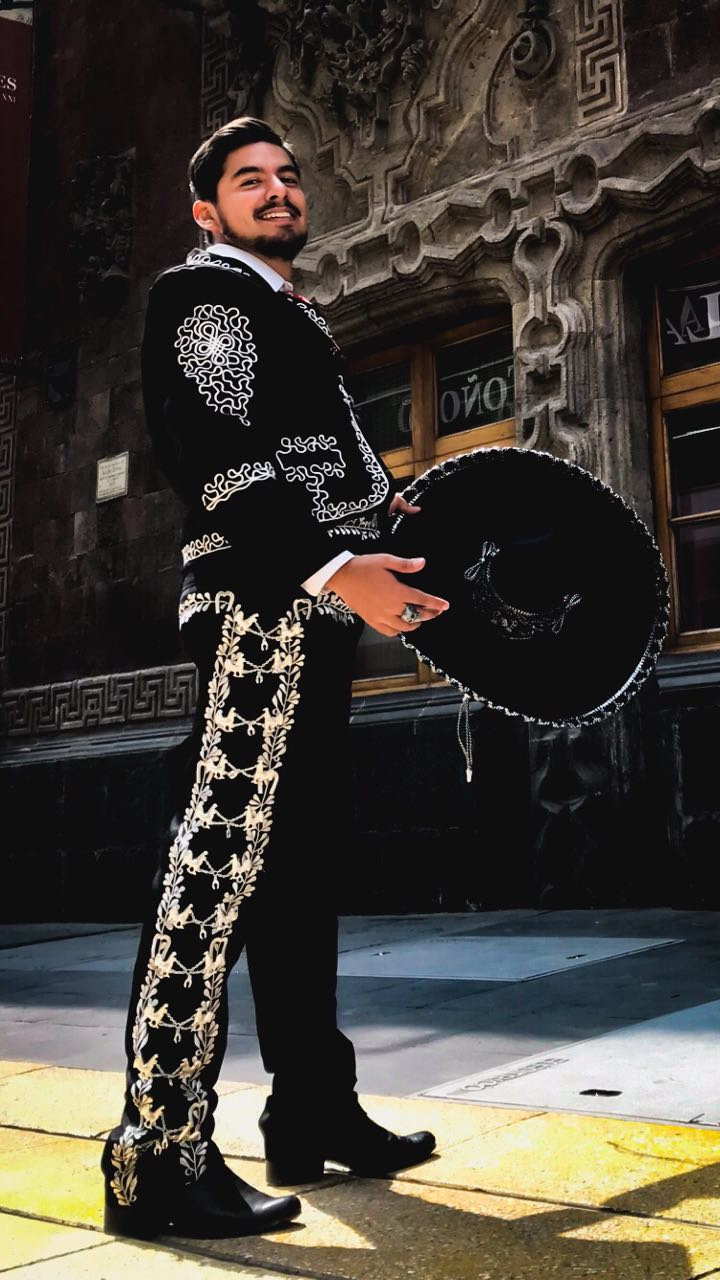
Национальный мужской костюм

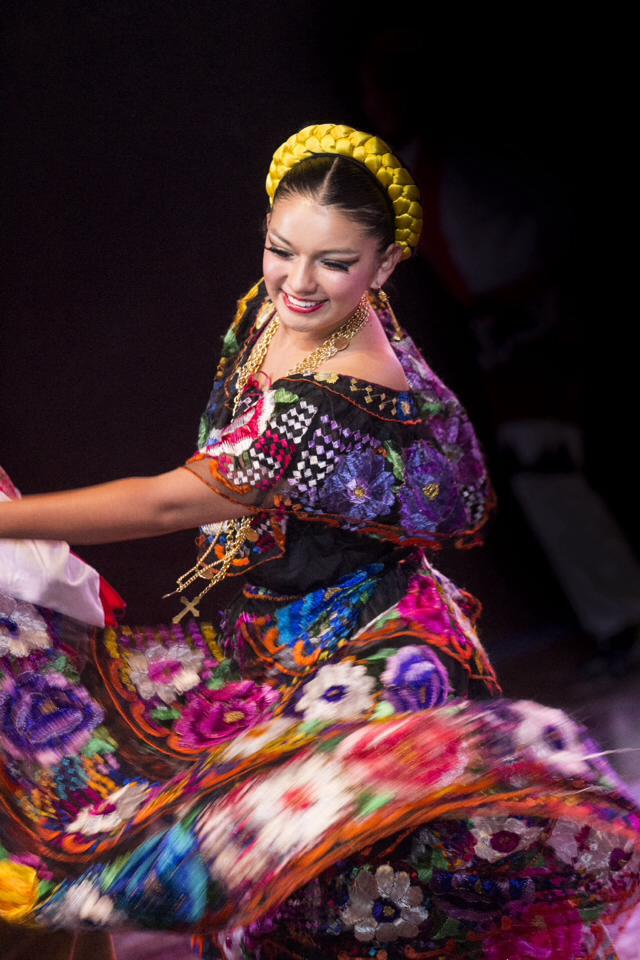
Традиционный танец на Неделе культуры 2014 года

- Ривера, Диего — великий живописец-монументалист
- Альфаро Сикейрос, Хосе Давид — живописец, график, монументалист
- Кало, Фрида — художница-примитивистка, жена Риверы

### Кинематограф
- Долорес дель Рио — выдающаяся актриса мирового кино 1930-х—1950-х годов.
- Лупе Велес — выдающаяся актриса мирового кино 1930-х—1950-х годов.
- Энтони Куинн — выдающийся актёр мирового кино 1930-х—1990-х годов.
- Рикардо Монтальбан — актёр мексиканского и американского кино и телевидения
- Рамон Новарро — выдающийся актёр мирового кино 1920-х—1960-х годов.
- Кантинфлас — самый популярный комедиант испаноязычного мира. Снимался и в Голливуде, в 1930-х—1980-х годах.
- Алехандро Иньярриту — кинорежиссёр.
- Виктория Руффо — актриса
- Вероника Кастро — актриса
- Эдвард Фёрлонг — актёр, мексиканец по матери
- Гаэль Гарсия Берналь — актёр
- Диего Луна — актёр
- Эдуардо Яньес — актёр
- Деми Ловато — актриса телеканала Disney
- Фелипе Коломбо — актёр, живёт в Аргентине, но родом из Мексики.

### Музыка
Смотри также: Мексиканская музыка
- Консуэло Веласкес — пианистка, композитор, автор сотен песен, среди них «Бесаме мучо».
- Хувентино Росас — композитор вальсов мировой известности («Над волнами»)[5]
- Роландо Вильясон — оперный певец
- Кристиан Кастро — певец
- София Рейес — певица, автор песен и актриса.
- Карлос Сантана — известный музыкант